# Kjell Rodian
Kjell Åkerstrøm Hansen Rodian (Frederiksberg, 30 giugno 1942 – Copenaghen, 29 dicembre 2007) è stato un ciclista su strada danese.

## Palmarès

### Olimpiadi
- 1 medaglia:
  - 1 argento (Tokyo 1964 nella corsa individuale)